# Joe Heydecker
Joe J. Heydecker (Núremberg, 13 de febrero de 1916 - Viena, 17 de marzo de 1997) fue un fotógrafo, periodista y escritor alemán. Durante su alistamiento en la Segunda Guerra Mundial estuvo destinado en Varsovia y se jugó la vida fotografiando clandestinamente las condiciones de vida en el gueto de esta ciudad. Fue uno de los pocos alemanes que participó como testigo en el Proceso de Núremberg, precisamente celebrado en su ciudad natal.

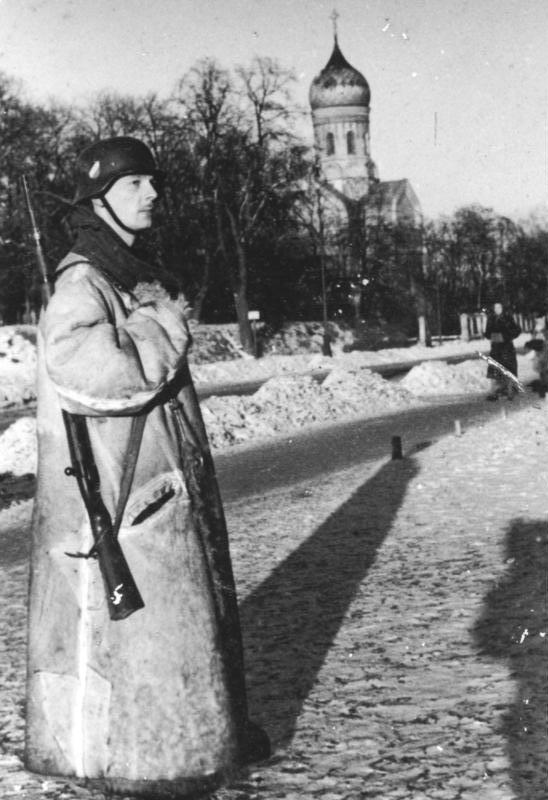
Heydecker en 1941 como soldado en Varsovia

## Biografía
Sus padres, Julius Heydecker y Marianne Rath, de comportamiento liberal y que terminaron convirtiéndose en empresarios. Joe, tras su educación primaria, asistió un par de años a la escuela agrícola.
En 1931 estudió fotografía con Stefan Rosenbauer en Frankfurt.
En 1933 publicó su primer libro (Coup – Roman eines Revuestars) y se mudó a Lucerna, en Suiza. También ese mismo año y coincidiendo con la llegada de Hitler al poder sus padres dejaron Alemania, aunque ni eran judíos ni tenían filiación política que los pusiera en peligro. Se mudaron a Praga, donde poco después, tras haber trabajado como periodista en algunos medios suizos, llegó Joe a trabajar en la empresa de sus padres.
En 1938 se mudó a Viena, donde trabajó en el estudio de Albin Kobé hasta que fue llamado a filas por el ejército nazi en 1939. En un primer momento formó parte de un batallón de zapadores en el frente oeste.
En 1941 contrajo matrimonio en Múnich con la periodista Marianne Steber, y ese mismo año fue destinado a Varsovia como operador de laboratorio dentro de una compañía de propaganda, periodo que aprovechó para tomar fotos por su cuenta de las inhumanas condiciones de vida y las atrocidades nazis en el gueto.
En 1944 fue asignado a la división de tanques 337 y fotografió las ruinas de Varsovia, sin población.
Tras la guerra fue corresponsal y preiodista para distintos medios alemanes, como Der Kurier de Berlín o el 'Abendzeitung de Múnich.
Fue testigo del Juicio de Núremberg, en el cual contó lo él había visto en Varsovia.
En 1950 se divorció de Marianne y cuatro años después se casó con Charlotte Angermeir. En esa época fue redactor del Münchener Illustrierten y en 1955 se mudó a Stuttgart a trabajar como redactor jefe en el Deutschen Illustrierten.
En 1956 nació su hija Tita, que terminaría dedicándose a la pintura.

## Vida en Brasil
En 1960 emigró a Brasil, donde, junto a su esposa Charlotte, abrió el „Fotostudio 61“ en la ciudad de Sao Paulo. Realizó reportajes para Die Zeit y las revistas Quick y 'Stern y recorrió toda Sudamérica
En 1967 nació Maju, su segunda hija
En 1969 él y su mujer fundaron la editorial y librería „Atlantis Livros“. Durante nueve años publicaron un libro a la semana sobre bibliografía brasileña para universidades extranjeras que se tituló Livros Novos'.
En 1982 fue operado del corazón en Houston.
Tras separase de Charlotte regresó a Alemania y en 1985 vendió la firma „Atlantis Livros“, que todavía existe.

## Regreso a Viena
En 1986 se estableció en Viena de nuevo con su nueva pareja, Mara Kraus y comenzó a trabajar en su autobiografía.
Falleció en 1997 de una ataque al corazón y su cuerpo descansa en el cementerio de Simmering. Su legado fotográfico, formado por unos 25.000 negativos, se encuentra desde el año 2001 en el archivo fotográfico de la Biblioteca Nacional de Austria.

## Libros (selección)
- 1933. Coup: Der Roman eines Revuestars. Editorial Lipsia, Leipzig
- 1984. Fatos da Parapsicologia: Introdução Às Ciências Ocultas. Freitas Bastos, Sao Paulo
- 1994. Die Schwestern der Venus. Heyne, Múnich .
- 1995. Der Nürnberger Prozeß. Kiepenheuer und Witsch, Colonia
- 1997. La Gran Guerra 1914–1918. Berlín
- 2007. Mi guerra. Mara Kraus

## Libros ilustrados (selección)
- 1981. Wo ist dein Bruder Abel ("¿Dónde está tu hermano Abel?"). Atlantis Livros, Sao Paulo
- 1983. Das Warschauer Ghetto ("El gueto de Varsovia"). dtv, Múnich
- 1986. Un soldat allemand dans le Ghetto de Warsovie 1941 ("Un soldado alemán en el gueto de Varsovia en 1941"). Denoel, París
- 1988. Im Krieg gesehen. ("Visto en la guerra") Stadtmuseum München (Katalog), Múnich
- 1990, The Warsaw Ghetto("El gueto de Varsovia"). I.B. Tauris, Londres
- 1994. Die Stille der Steine. Warschau im November 1944 ("El silencio de las piedras en noviembre de 1944"). Dirk Nishen, Berlín
- 2000. Il guetto di Varsavia ("El gueto de Varsovia"). La Giuntina, Florencia